# Vật chất tối vô hướng

Biểu đồ hình tròn cho thấy các phần trăm năng lượng trong vũ trụ được đóng góp bởi các nguồn khác nhau. Vật chất thông thường được chia thành vật chất phát sáng (các ngôi sao và khí phát sáng và 0,005% bức xạ) và vật chất không chứa khí (khí liên thiên hà và khoảng 0,1% neutrino và 0,04% lỗ đen siêu khối). Vấn đề thông thường là không phổ biến. Mô hình theo Ostriker và Steinhardt. Để biết thêm thông tin, xem NASA.

Trong vật lý thiên văn và vũ trụ, vật chất tối vô hướng là một trường vô hướng cổ điển, được ghép nối tối thiểu, được đề xuất để giải thích cho vật chất tối được suy ra.

## Lý lịch
Vũ trụ có thể đang tăng tốc, được thúc đẩy bởi một hằng số vũ trụ hoặc một số lĩnh vực khác sở hữu các hiệu ứng 'phản cảm' tầm xa. Một mô hình phải dự đoán dạng chính xác cho phổ phân cụm quy mô lớn, giải thích cho các dị hướng bức xạ phông vi sóng vũ trụ trên các thang góc lớn và trung gian, và đưa ra thỏa thuận với mối quan hệ khoảng cách độ sáng thu được từ các quan sát siêu tân tinh đỏ. Sự tiến hóa theo mô hình của vũ trụ bao gồm một lượng lớn vật chất chưa biết đến để đồng ý với những quan sát như vậy. Vật chất này có hai thành phần vật chất tối lạnh và năng lượng tối. Mỗi chúng đóng góp cho lý thuyết về sự hình thành của các thiên hà và sự mở rộng của vũ trụ. Vũ trụ phải có một mật độ quan trọng, mật độ không được giải thích bởi vấn đề baryon (thường là vật chất) một mình.

## Trường vô hướng
Vật chất tối có thể được mô hình hóa thành một trường vô hướng sử dụng hai tham số được trang bị, khối lượng và tự tương tác. Trong ảnh, vật chất tối bao gồm một hạt siêu nhẹ có khối lượng O (10 −22) eV khi không tự tương tác. Nếu có sự tự tương tác, phạm vi khối lượng rộng hơn được cho phép. Độ không đảm bảo về vị trí của hạt lớn hơn bước sóng Compton của nó và đối với một số ước tính hợp lý về khối lượng hạt và mật độ vật chất tối, không có gì phải nói về vị trí và động lượng của hạt riêng lẻ. Vật chất tối giống như một làn sóng hơn là một hạt và các quầng thiên hà là những hệ thống khổng lồ của chất lỏng bose ngưng tụ, có thể là siêu lỏng. Vật chất tối có thể được mô tả như là một ngưng tụ Bose-Einstein về lượng tử siêu nhẹ của trường  và như các sao boson. Bước sóng Compton khổng lồ của các hạt này ngăn cản sự hình thành cấu trúc trên quy mô tiểu thiên hà, đây là một vấn đề lớn trong các mô hình vật chất tối lạnh truyền thống. Sự sụp đổ của quá liều ban đầu được nghiên cứu trong Refs.
Mô hình vật chất tối này còn được gọi là vật chất tối BEC hoặc vật chất tối sóng. Vật chất tối mờ và trục siêu sáng là ví dụ về vật chất tối vô hướng.